# 高氯酸亚汞
高氯酸亚汞是一种无机化合物，化学式为Hg2(ClO4)2，易溶于水。

## 制备
高氯酸溶解碳酸亚汞，可以得到Hg2(ClO4)2：
Hg2CO3 + 2HClO4 → Hg2(ClO4)2 + H2O + CO2↑
汞和高氯酸汞溶液反应，也能得到Hg2(ClO4)2：
Hg + Hg(ClO4)2 → Hg2(ClO4)2

## 性质
高氯酸亚汞可以形成二水合物和四水合物的晶体，它们易溶于水。四水合物在64°C溶解在自身的结晶水中。而对二水合物脱水会得到混合价态化合物Hg2Hg(OH)2(ClO4)2，它是一种无色的单斜晶体，空间群为C 2/c，晶胞参数a=1.8477 nm, b=0.4908 nm, c=1.0862 nm, β=93.80°, Z=4。
高氯酸亚汞和硫化汞反应，生成白色的Hg4S2(ClO4)2，其中含有HgI和HgII。
高氯酸亚汞可以形成一系列的配合物，如[Hg(C5H5NO)2(ClO4)]2、[Hg2(C13H9N)2](ClO4)2等。